# François Ayroles
Pour les articles homonymes, voir Ayroles.
François Ayroles, né à Paris en janvier 1969 est un auteur de bande dessinée.

## Biographie
François Ayroles étudie trois ans à l'École européenne supérieure de l'image, à Angoulême. Il commence ensuite à publier dans la revue de bande dessinée des éditions Autrement et dans la revue Lapin éditée par L'Association à partir de 1995. Il exécute par ailleurs des illustrations pour Libération et Les Inrockuptibles. Il est un membre actif de l'Oubapo.
En 2010 paraît Les Plumes, sur un scénario d'Anne Baraou, une « satire roborative des rites et tics du milieu littéraire ». Un deuxième volume paraît en 2012, que Le Monde qualifie de « réjouissante satire du milieu littéraire ».
L'album Une affaire de caractères, publié en 2013, obtient le prix Jeune Albert aux Rencontres Chaland 2015.
En 2018 paraît Moments clés du Journal de Spirou – 1937-1985, qui attire des critiques très positives sur Actua BD.
Ayroles est amateur de jazz, ce qui a donné lieu au recueil de dessins En concert (2003).
D'après Patrick Gaumer, Ayroles « ne cesse de s'interroger sur la création, la narration en images. En résulte une œuvre ambitieuse. »

## Publications

### Bandes dessinées
- Jean qui rit jean qui pleure, L'Association, 1995
- Notes mésopotamiennes, coll. « Mimolette », L'Association, 2000
- Incertain silence, L'Association, 2001[7]
- Les Parleurs, coll. « Mimolette », L'Association, 2003
- Enfer portatif, Casterman, 2003[8]
- Playback, dessin, adaptation d'un scénario de Raymond Chandler par Ted Benoit, Denoël Graphic, 2004
- Les Penseurs, coll. « Mimolette », L'Association, 2006
- Mon Killoffer de poche, coll. « Patte de mouche », L'Association, 2006
- Le Jeu des Dames, coll. « Un monde », Casterman, 2007
- Travail rapide & soigné, coll. « Ciboulette », L'Association, 2007
- Les Amis, coll. « Côtelette », L'Association, 2008 — Sélection officielle du Festival d'Angoulême 2009[9]
- Les Lecteurs, coll. « Mimolette », L'Association, 2009
- Les Plumes, scénario d'Anne Baraou, Dargaud

1. Tome 1, 2010[10]
2. Tome 2, 2012

- Une affaire de caractères, Delcourt, 2013[11].
- L'Amour sans peine, L'Association, 2015
- Le Vol d'Hermès, Les Requins Marteaux, 2019[12]
- En terrasse, L'Association, 2019  (ISBN 978-2-84414-742-4)
- Océan express, L'Association, 2023

### Recueils de dessins
- En concert, coll. « Griffonneries », éditions de l'An 2, 2003
- 28 Moments Clés de la Bande Dessinée, Le 9ème monde, 2005
- Jean-Pierre Léaud, coll. « Les petits carnets », Alain Beaulet, 2007
- Nouveaux Moments Clés de la Bande Dessinée, Alain Beaulet, 2008
- Moments Clés de L'Association, L'Association, coll. « Côtelette », 2012
- Buster Keaton - Perdu et retrouvé, Alain Beaulet, 2014
- Moments Clés du Journal de Spirou, Dupuis, mars 2018